# Giangiacomo Feltrinelli

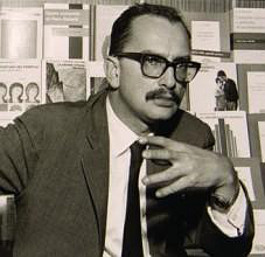
Giangiacomo Feltrinelli.

Giangiacomo Feltrinelli, född 19 juni 1926 i Milano, död 14 mars 1972 i Segrate, var en italiensk publicist.
Han grundade Giangiacomo Feltrinelli Editore 1954 som firade stora framgångar, bland annat genom utgivningen av Boris Pasternaks Doktor Zjivago. Han radikaliserades under 1960-talet och grundande den militanta vänstergruppen Gruppi di Azione Partigiana och gick under jorden. Hans döda kropp påträffades den 15 mars 1972 nedanför en kraftledningspylon i Segrate utanför Milano. Kroppen hade svåra brännskador vilket tyder på att Feltrinelli sannolikt dödades av en ljusbåge som möjligen även sprängde någon av de dynamitstavar han hade på sig. Man fann sammanlagt 43 dynamitstavar fastsatta på pylonen.